# Kuchnia nowozelandzka
Kuchnia nowozelandzka – tradycyjna kuchnia lokalna charakterystyczna dla mieszkańców Nowej Zelandii.

## Historia i charakterystyka

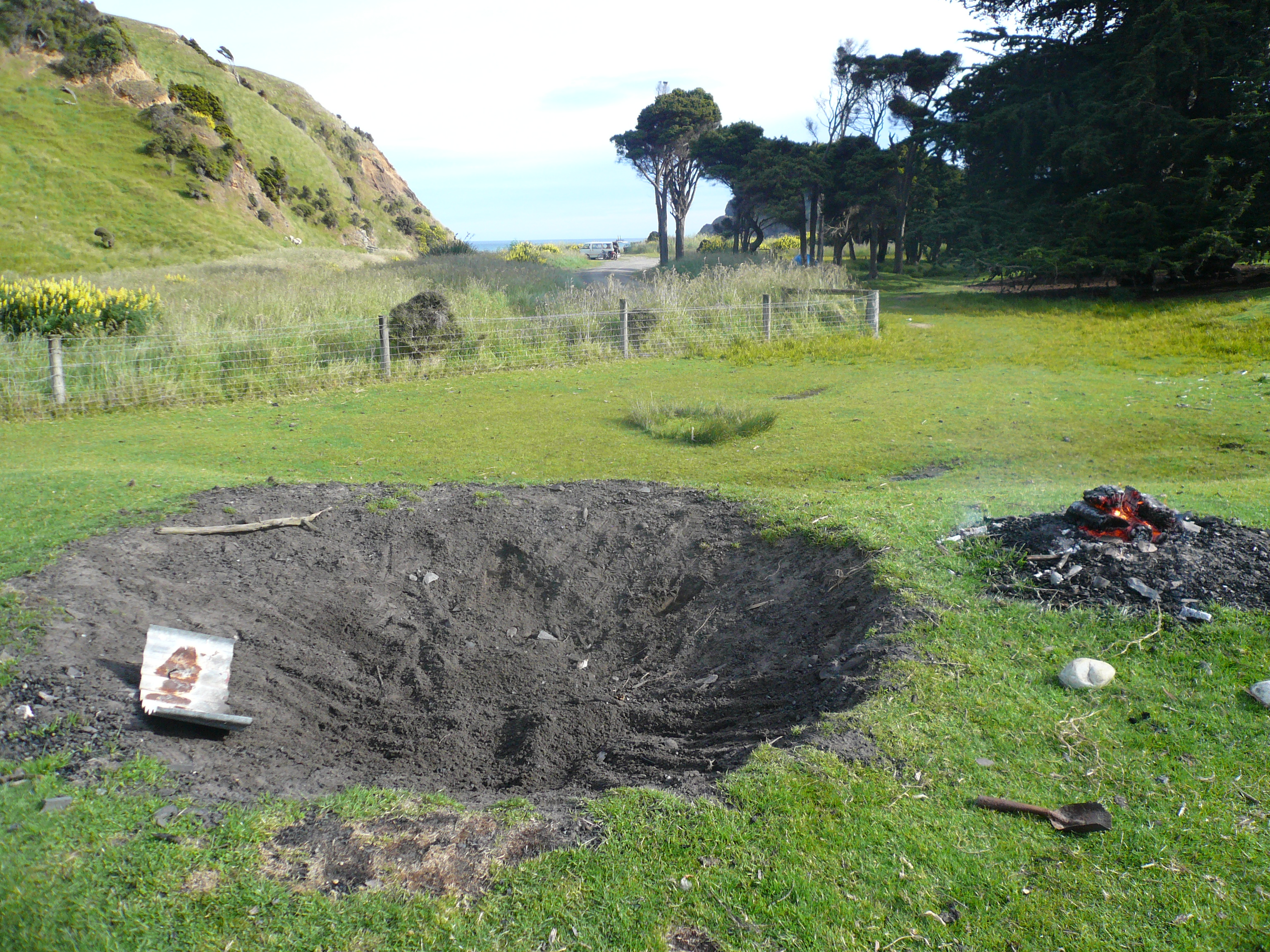
Hanga (maoryski piec ziemny)

Około XIII wieku z różnych wysp Oceanii przybyli na Nową Zelandię Maorysi. Z uwagi na klimat nie mogli tutaj uprawiać właściwych dla swej diety palm kokosowych, czy kolokazji jadalnej (taro). Na bazie kolejnych doświadczeń, po poznaniu miejscowych gatunków, zaczęli później przodować w uprawie roślin przywiezionych przez Europejczyków, w tym zwłaszcza zbóż. Rozwinęli własną kulturę kulinarną opartą na charakterystycznym dla innych wysp Pacyfiku użyciu hangi (pieca ziemnego) do gotowania potraw. Zamiast malajskiego taro podstawową rośliną bulwiastą jedzoną na Nowej Zelandii stała się kumara. Osoby o europejskich korzeniach najczęściej serwują te bulwy wraz z pieczoną jagnięciną. Charakterystyczne dla miejscowej kuchni są też kremowe zupy na bazie batatów. Popularne są ryby (często samodzielnie łowione) i owoce morza, w tym małże nowozelandzkie, dostępne żywe w akwariach w supermarketach. Charakterystyczne dla kraju są niskie ceny sushi.
Nowozelandczycy cenią kuchnię międzynarodową, orzeźwiające, intensywne smaki, np. imbiru, papryczek chili albo limonki. Używają także dużo świeżych ziół, w tym charakterystycznych dla kuchni azjatyckich: kolendry i bazylii. Z pieczywa spożywają przede wszystkim biały chleb tostowy, ale cenią również rzemieślnicze pieczywo europejskie na zakwasie.
Na wyspach Nowej Zelandii udała się adaptacja owoców pochodzących z wielu stron świata. Najbardziej znanym z nich jest kiwi. Biolodzy oraz hodowcy tworzą liczne nowe kultywary tego owocu. Inne popularne owoce to feijoa, tamarillo, babako, czy marakuja (ta ostatnia dodawana jest m.in. do serników). Feijoa wykorzystywana jest jako dodatek do słodyczy, lodów, czy wódki.
Kuchnię Nowej Zelandii od kuchni wysp Oceanii odróżnia to, że jest ona bardziej europejska, obfituje w produkty, które na wyspach pacyficznych są stosunkowo trudno dostępne lub kosztowne (np. mleko, masło, ser, sałaty, warzywa, owoce i mięso). Nowozelandzkie sery dobrze komponują się z awokado, jak również z chipsami z kumary. 
Niezależnie od powyższego na Nowej Zelandii popularne są dania kuchni włoskiej, indyjskiej, czy koreańskiej.

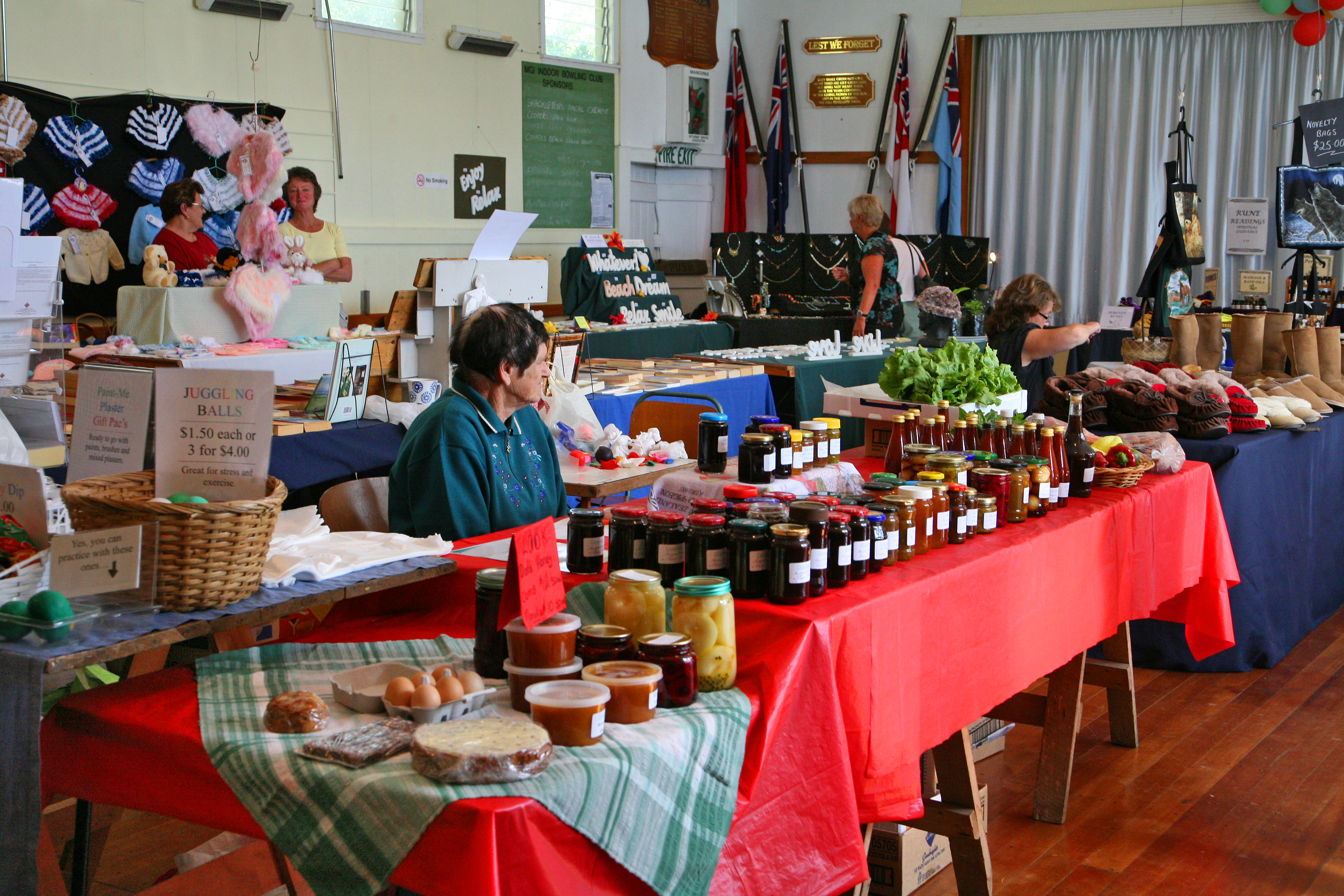
Targ farmerski w Mangonui
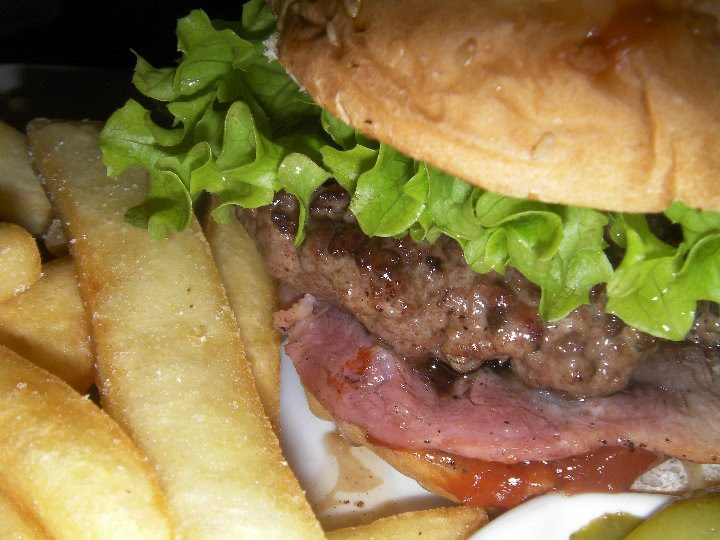
Nowozelandzki hamburger z frytkami
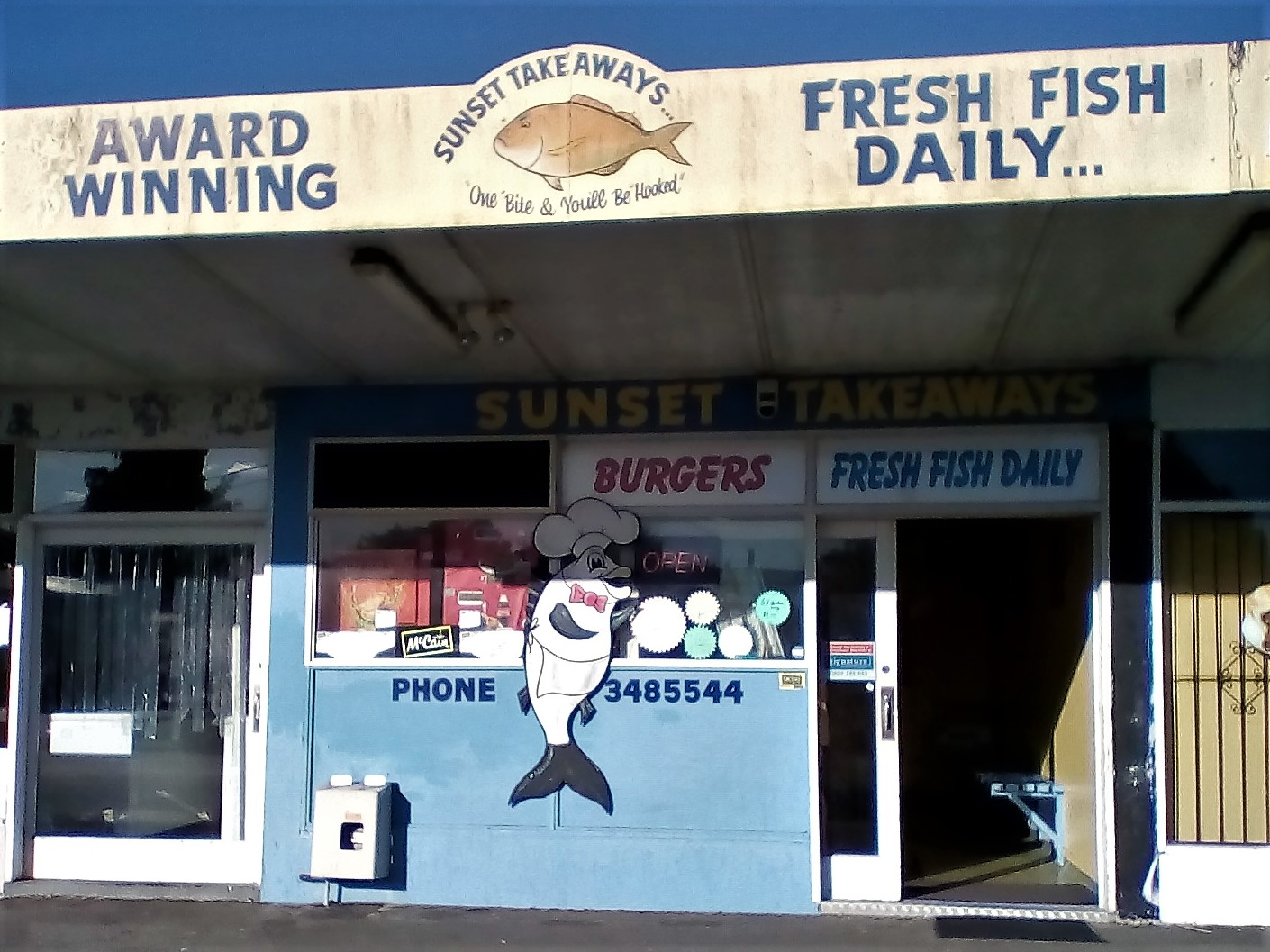
Bar z burgerami i fish and chips w Rotorua
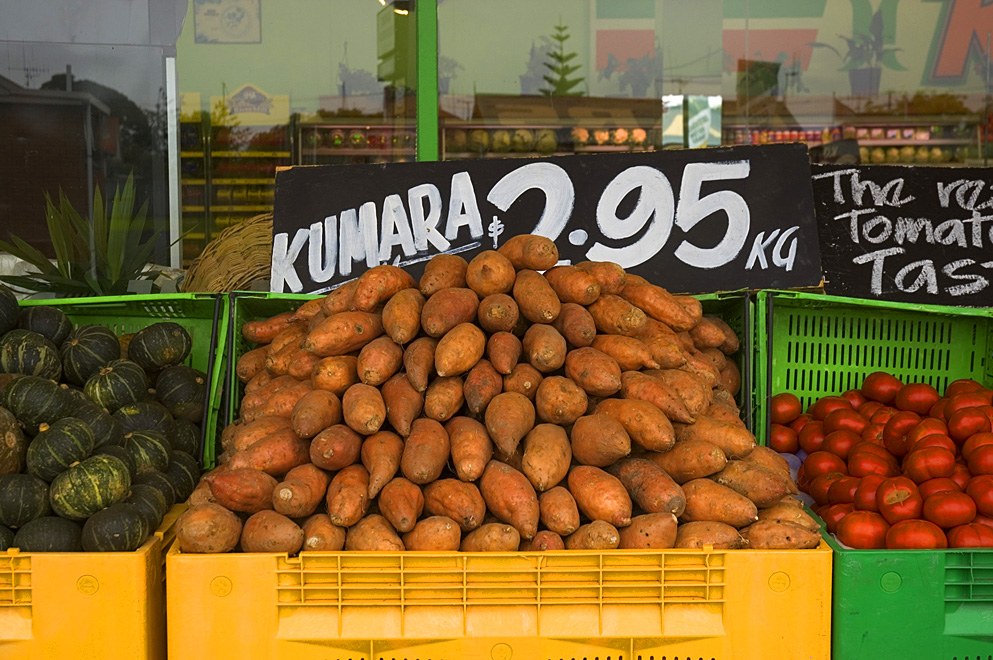
Kumara w Thames

## Kuchnia maoryska
Podstawą nowozelandzkiej kuchni maoryskiej są tradycyjne dania z surowej ryby, kojarzone z domem. Wśród ogółu Nowozelandczyków ryba taka (poisson cru) stała się modną, elegancką przystawką, serwowaną na liściach sałaty, z drobniutko pokrojonym ogórkiem, dymką, czasami mango, pomidorami i kiełkami. Maorysi nadal, choć już nie powszechnie, używają pieca hangi: rozgrzane w ognisku kamienie umieszcza się w wykopanym wcześniej dole, a na nich układa się warstwę liści i zabezpieczone odpowiednio jedzenie. Całość przykrywa się kolejną warstwą liści i ziemi. Kamienie oddają ciepło, penetrujące kolejne warstwy potraw, co trwa kilka godzin. Maorysi organizują pokazy i degustacje dla turystów.

## Potrawy

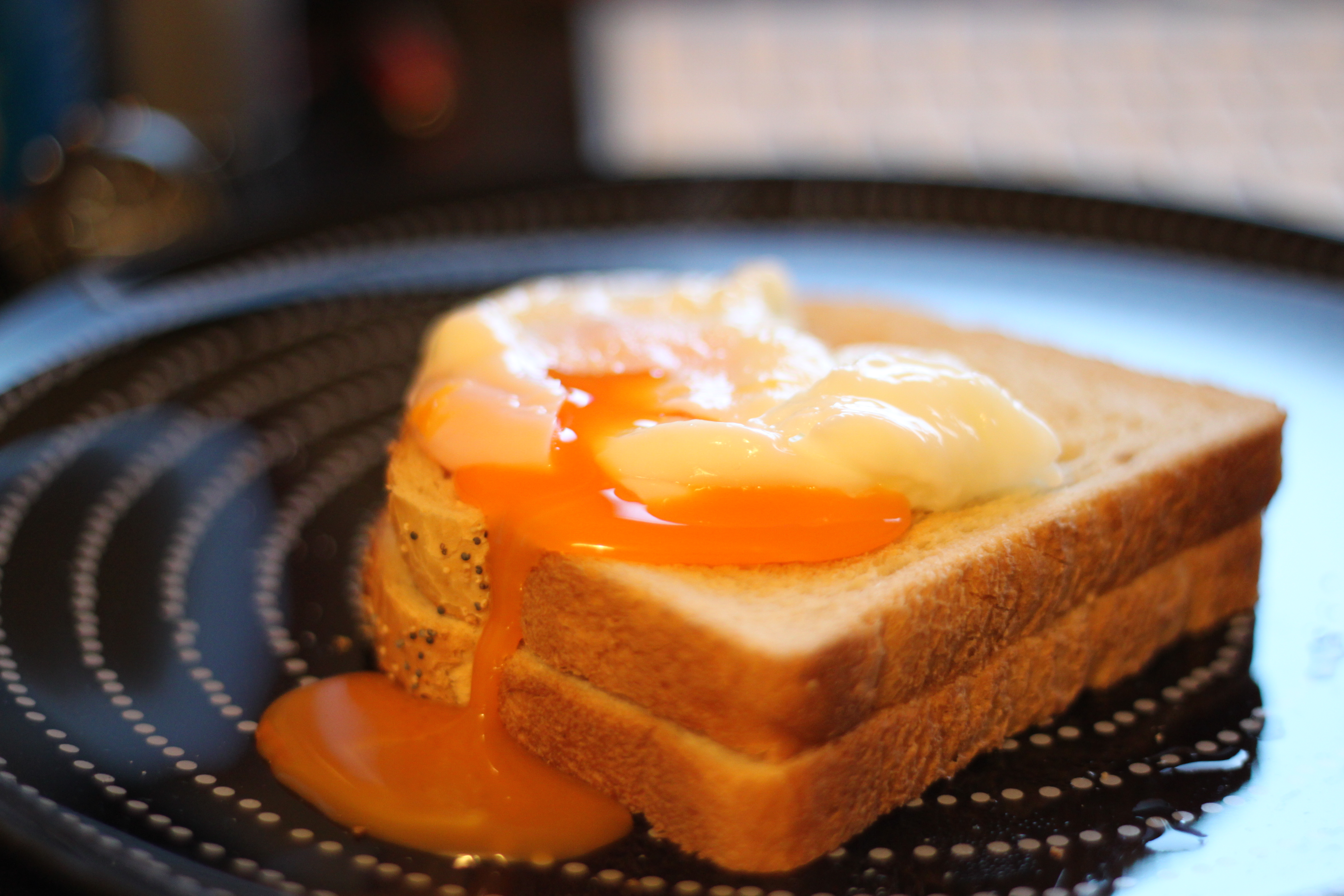
Poached eggs

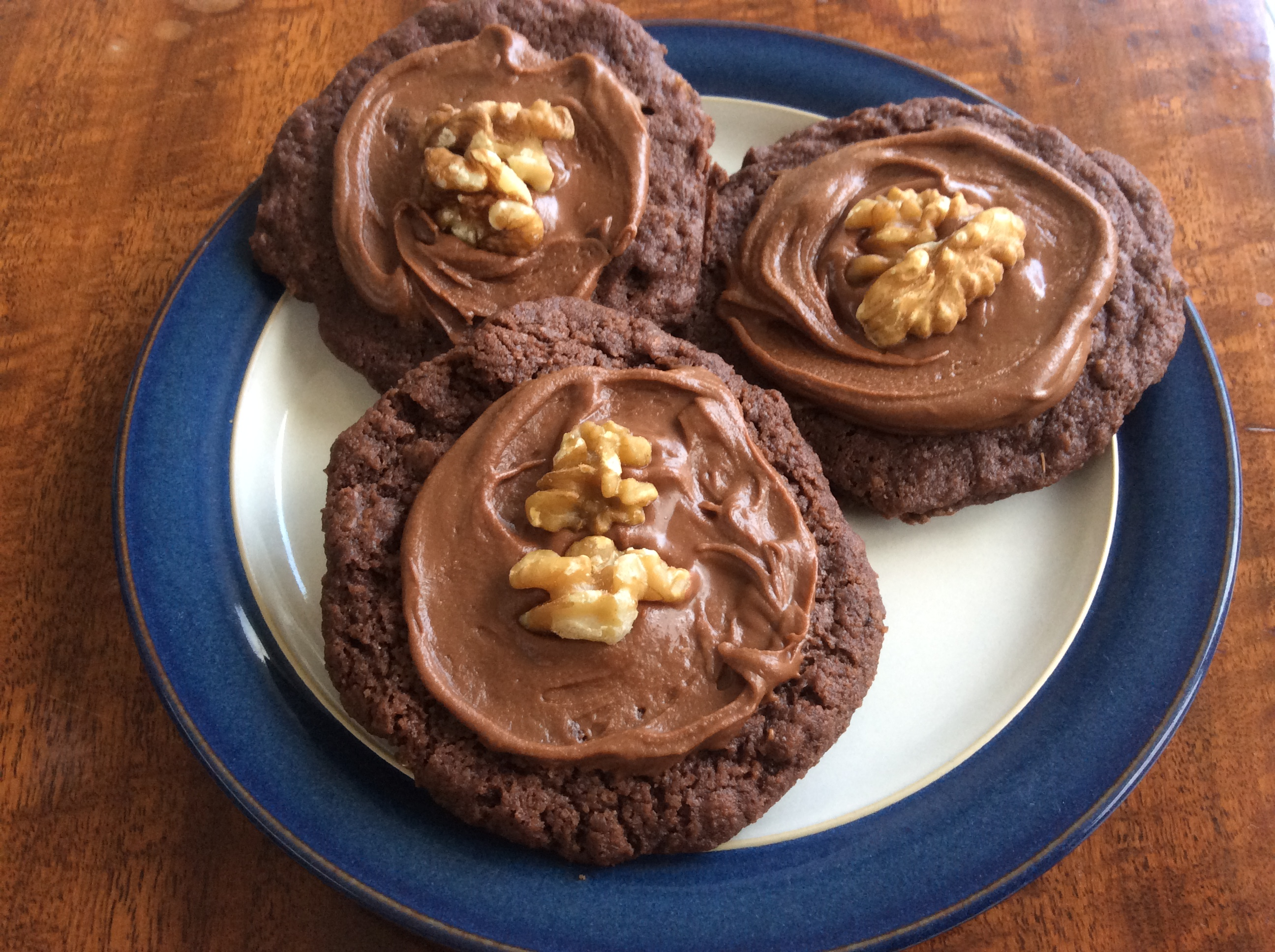
Afghan biscuits

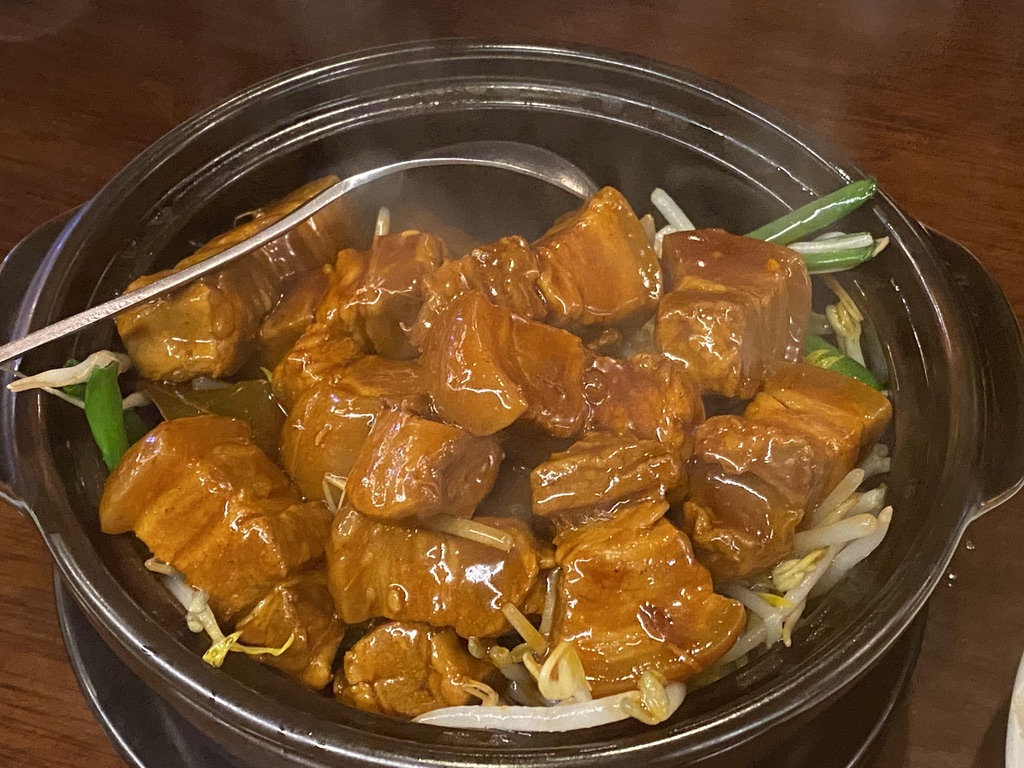
Pork belly

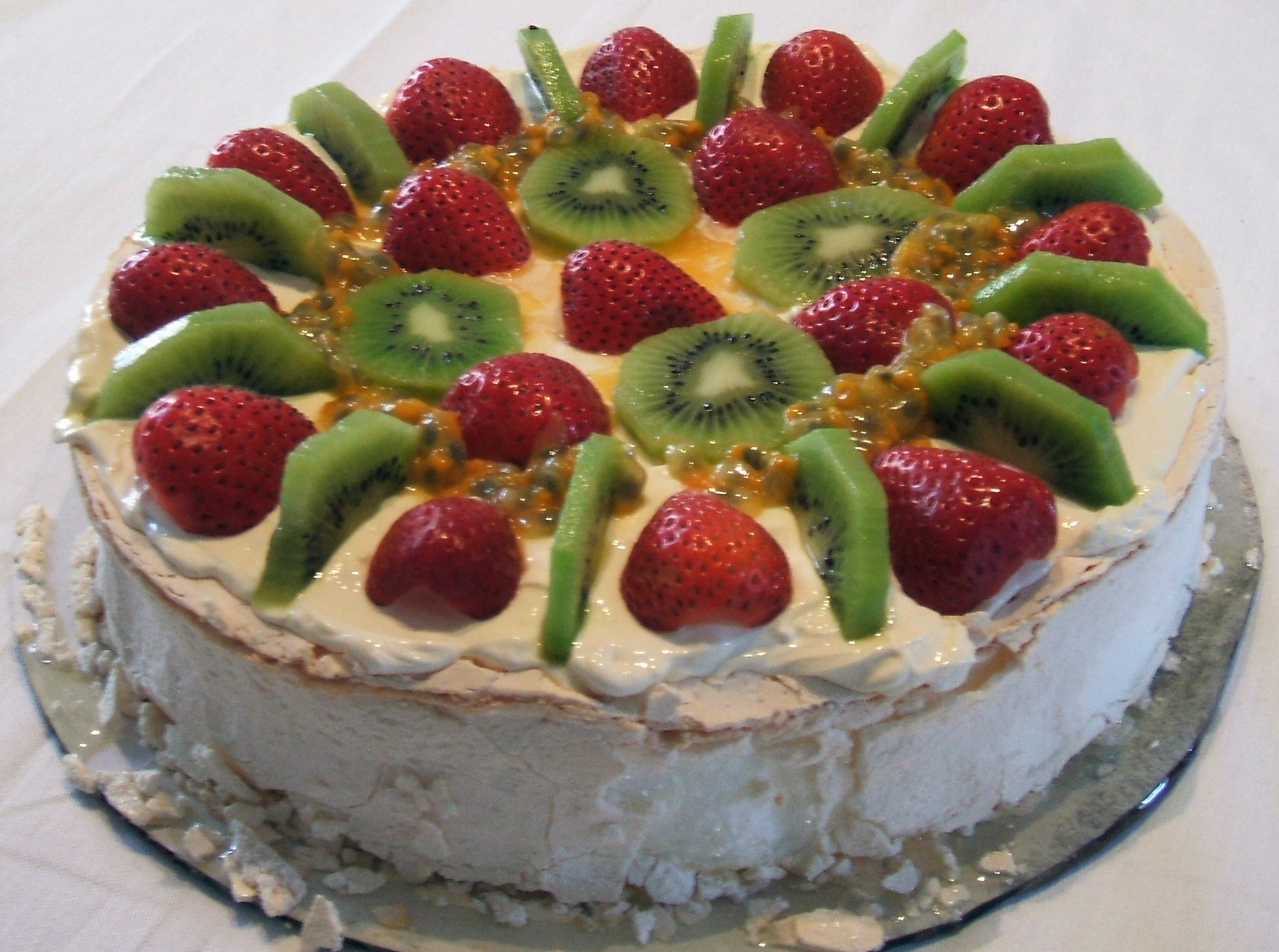
Tort Pavlova

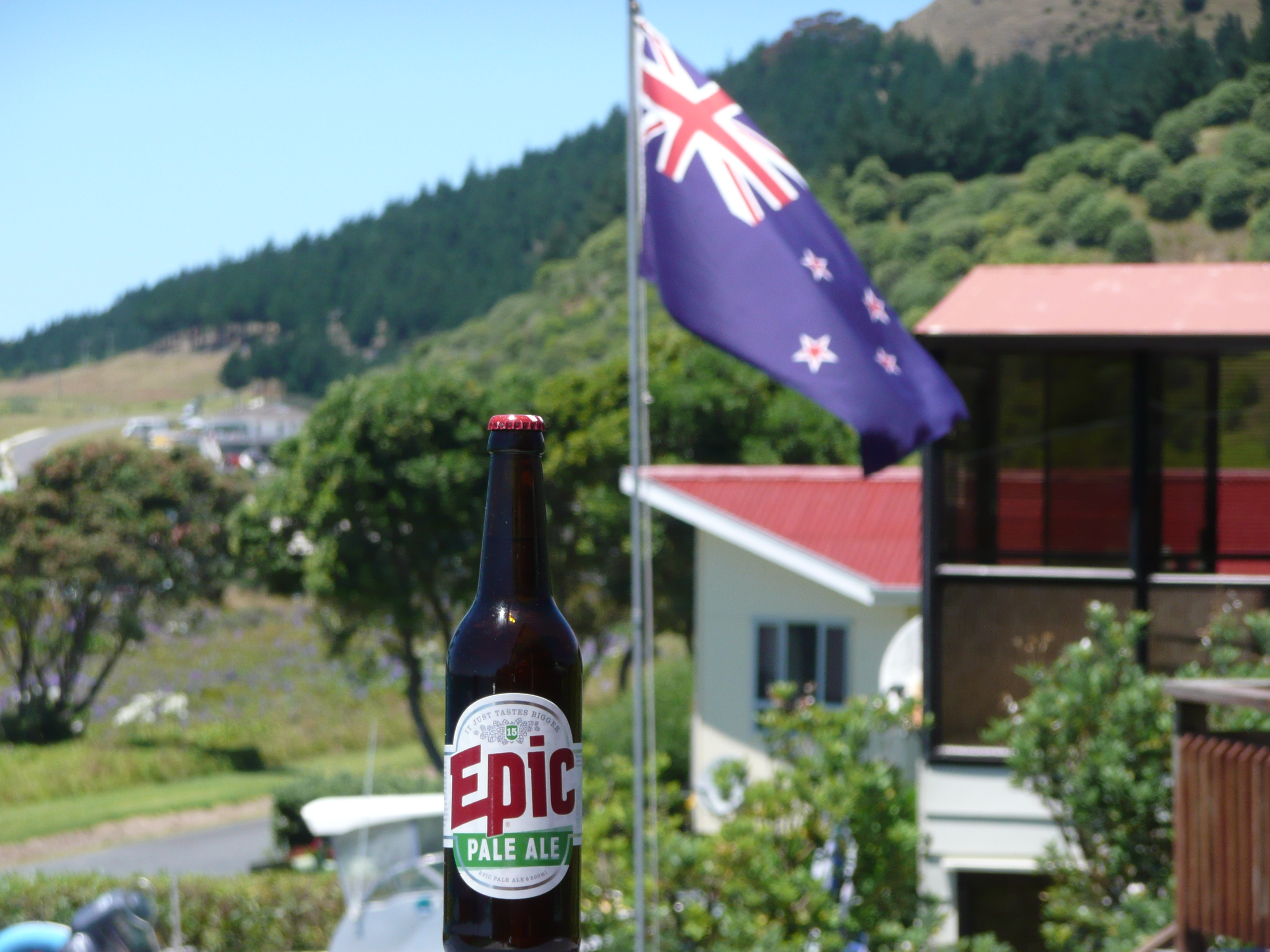
Piwo Epic

Wybrane potrawy kuchni nowozelandzkiej:
- śniadanie:
  - big breakie – zestaw śniadaniowy: jajka (przygotowane według upodobań konsumenta), grillowane pomidory, smażone pieczarki, bekon, kiełbasa w kawałkach, pieczona fasola oraz tost,
  - poached eggs – jajka w koszulce, popularne danie śniadaniowe, podawane na toście z bekonem obok,
  - naleśniki typu amerykańskiego z bekonem, bananem i syropem klonowym albo z bitą śmietaną oraz mieszanką jeżyn w sosie (tzw. berry compote),
  - hash browns – siekane ziemniaki panierowane usmażone na głębokim tłuszczu,
  - pieczona biała fasola w sosie pomidorowym,
  - płatki z mlekiem[2],
- tea time:
  - muffinki (częstokroć krojone na pół i smarowane masłem),
  - scones (m.in. cytrynowe lemonade scones),
  - anzac biscuits,
  - afghan biscuits – czekoladowe ciastka, z dodatkiem płatków kukurydzianych oraz orzechem włoskim przyklejonym do polewy,
  - gingernuts – twarde ciastka o smaku mocno imbirowym (do maczania w kawie lub herbacie),
  - english breakfast tea (najczęściej spożywana herbata),
  - flat white (najczęściej pita kawa),
  - czekolada pitna najczęściej z marshmallowsami, z gotowych mieszanek,
- lunch:
  - fish and chips oraz burgery (najpopularniejsze dania lunchowe),
  - mięsna mini tarta (pie),
  - sausage rolls – mięso mielone (wołowe albo z dziczyzny) w cieście, często polane keczupem, nazywanym "sosem pomidorowym",
- dinner:
  - baranina,
  - dziczyzna (vension),
  - stek,
  - pork belly – kawałek brzucha wieprzowego bez kości z chrupiącą skórą,
  - lucjan (m.in. w formie fish and chips),
  - zielone małże, często zbierane samodzielnie na plażach,
  - frytki,
- deser:
  - torcik pavlova,
  - lody o smaku wanilii i miodowych plastrów toffi (hokey pokey ice cream),
  - lamington – biszkopty obsypane wiórkami kokosowymi z nadzieniem kremowym lub z dżemem,
  - pudding+custard – deser przygotowywany na Boże Narodzenie, pudding z sosem na bazie żółtek i z brandy,
  - citrus lub caramel slice – bardzo słodkie ciasta serwowane z bitą śmietaną i dżemem (czasem z samą bitą śmietaną),
  - brandy snaps – bardzo twarde, kruche i słodkie rurki napełnione bitą śmietaną, podawane z owocami lub też sosem owocowym,
  - chocolate mud cake – zwarte, wilgotne ciasto czekoladowe,
  - deska serów (m.in. smokey manuka, czy havarti) z krakersami i winem deserowym,
- napoje:
  - lime & bitter (LLB) – syrop limonkowy lime cordial + Sprite + angostura,
  - wina nowozelandzkie, zwłaszcza ze szczepu Sauvignon (tzw. sav), a czerwone najczęściej Pinot Noir lub Shiraz,
  - piwo imbirowe,
  - piwa (np. Speight’s i Steinlager),
  - cydr[3].
- dodatki:
  - miód manuka,
  - vegemite.